# Christine Todd Whitman
Christine Todd Whitman, född 26 september 1946 i New York, är en amerikansk republikansk politiker. Hon var New Jerseys guvernör 1994–2001.
Whitman vann guvernörsvalet 1993 och blev den första kvinnliga guvernören i New Jerseys historia.
Whitman efterträdde 1994 James Florio som New Jerseys guvernör och efterträddes 2001 av Donald DiFrancesco. Efter tiden som guvernör tjänstgjorde hon som chef för den amerikanska naturvårdsmyndigheten Environmental Protection Agency 2001–2003.